# Ото фон Белов
Ото Ернст Винцент Лео фон Белов (на немски: Otto Ernst Vinzent Leo von Below) е пруски генерал от Германската имперска армия през Първата световна война. Става най-известен с ролята си в победоносната битка при Капорето (заедно с австро-унгареца Светозар Бороевич) през октомври-ноември 1917 г.

## Биография
Ото фон Белов е роден на 18 януари 1857 г. в Данциг, Кралство Прусия. Произхожда от благородно военно семейство. Братовчед му е генерал Фриц фон Белов. Постъпва в армията през 1875 г., а от 1884 до 1887 г. се изучава в Пруската военна академия. През 1889 г. е включен в състава на Генералния щаб. След това заема различни командни длъжности – ръководи пехотен батальон, полк и бригада. Към 1909 г. вече е с чин генерал-майор, а през 1912 г. е повишен на генерал-лейтенант. Към момента на избухването на Първата световна война, той командва 2-ра пехотна дивизия.

### Първа световна война
На 1 август 1914 г. Белов е назначен за командир на 1-ви резервен корпус, който е част от 8-а армия на Източния фронт. Той предвожда корпуса си в битките при Гумбинен, Таненберг и Мазурските езера. Заради успешните си военни действия, той е повишен на генерал от пехотата в края на август 1914 г. През ноември му е възложено командването на цялата 8-а армия.
Командва 8-а армия по време на Втората битка при Мазурските езера (февруари 1915 г.) и офанзивата в Курландия. Войските му достигат до южната част на река Западна Двина.
През октомври 1916 г. Белов е назначен да командва група армии „Белов“ (до този момент група армии „Макензен“) на Солунския фронт. Тя включва немската 11-а армия и българските 1-ва и 2-ра армии. През април 1917 г. за кратко е изпратен на Западния фронт, където командва 6-а армия близо до Лил.
След това Белов служи на Италианския фронт от септември 1917 г. Командвайки австрийско-немската 14-а армия (7 немски и 10 австро-унгарски дивизии) в битката при Капорето, той успява да пробие фронта на Кралство Италия и да разбие италианската армия, която не разполага с мобилни резерви. Битката служи като образец на ефикасността на щурмовите отряди и тактиките за проникване, разработени отчасти от Оскар фон Хутиер. Употребата на отровен газ от германците изиграва ключова роля в рухването на италианската 2-ра армия. Разрив в немската логистика води до приключване на битката при река Пиаве и фронтът много скоро отново се превръща в окопна война.
През февруари 1918 г. Белов е изпратен отново на Западния фронт, за да командва новосформираната 17-а армия в Пролетното настъпление. От него се очаква да завладее Арас през март. Неспособността му да се справи със задачата води до провал на немската кампания в района. Атакувайки по-силната и по-добре подготвената британска 3-та армия, той постига по-малки резултати от силите на юг, изправени срещу британската 5-а армия.
В периода 12 октомври – 8 ноември 1918 г. командва 1-ва армия. Малко преди края на войната, Белов участва в подготовката за евентуална последна битка на германска територия.

### По-късен живот
През 1919 г. Белов се пенсионира от армията. Следвоенен опит на Антантата да бъде осъден като военен престъпник се проваля. Умира на 9 март 1944 г. във Фридланд, Долна Саксония.